# Fulgencio Yegros
Fulgencio Yegros y Franco de Torres, född 1780, död 17 juli 1821, var en paraguayansk militär och det självständiga Paraguays första statsöverhuvud. Han var landets konsul i två omgångar, 19 juni 1811-12 oktober 1813 samt 12 februari-12 juni 1814.
Yegros var ledande i Paraguays frigörelse från Spanien 1811 och blev mycket populär. Efter självständigheten valdes han till konsul på två år. Under sin tid vid makten lät han bland annat grunda Paraguays första militärakademi. Under sin andra mandatperiod som konsul manövrerades han bort från makten av den politiskt vassare  José Gaspar Rodríguez de Francia, som 1814 gjorde sig till landets diktator. 
1820 ledde han ett misslyckat uppror mot de Francia, varpå han fängslades och dömdes till döden. Han avrättades den 17 juli 1821.
I departementet Caazapá i södra Paraguay finns ett distrikt som är uppkallat efter Fulgencio Yegros.